# Кемерово-Пассажирская
Кемерово — Пассажирская — железнодорожная станция Западно-Сибирской железной дороги, находящаяся в Кемерове, административном центре Кузбасса. Здесь же расположен главный железнодорожный вокзал города.

## История
Станция открыта в 1916 году на участке Топки — Кемерово. 
В последующие годы продолжалось развитие Кемеровского железнодорожного узла. Была проложена линия к городу Березовский.
В 1970 году, в ходе электрификации участка Топки — Кемерово — Правотомск, станция была электрифицирована на постоянном токе 3 кВ.

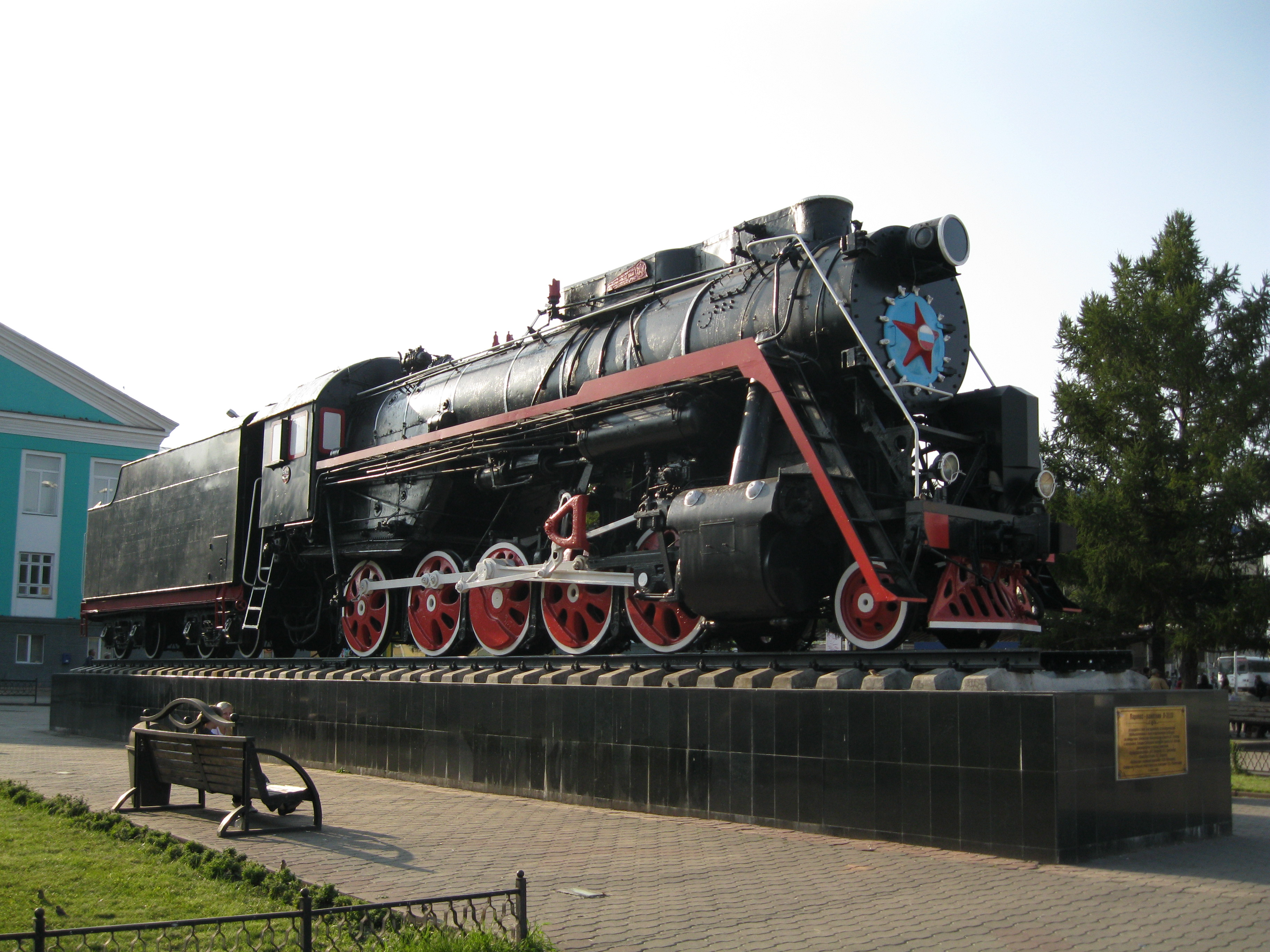
Памятник «Паровоз Л-3238»

12 июня 2006 года перед железнодорожным вокзалом установлен памятник «Паровоз Л-3238».

## Деятельность
Станция открыта для грузовой работы.

### Дальнее следование по станции
По графику 2022 года через станцию курсируют следующие поезда дальнего следования:
| № поезда | Маршрут движения       | № поезда | Маршрут движения       |
| -------- | ---------------------- | -------- | ---------------------- |
| 143      | Кемерово — Новосибирск | 144      | Новосибирск — Кемерово |

На станции формируются прицепные вагоны для поездов идущих в другие регионы России.

### Пригородное сообщение по станции
| № поезда | Маршрут движения | № поезда | Маршрут движения |
| -------- | ---------------- | -------- | ---------------- |
| 6161     | Кемерово — Тайга | 6162     | Тайга — Кемерово |
| 6163     | Кемерово — Тайга | 6164     | Тайга — Кемерово |